# Andrei Anatoljewitsch Botschwar
Andrei Anatoljewitsch Botschwar (russisch Андрей Анатольевич Бочвар; * 8. Augustjul. / 21. August 1902greg. in Moskau; † 18. September 1984 ebenda) war ein russischer Metallkundler und Hochschullehrer.

## Leben
Botschwar, Sohn des Metallkundlers Anatoli Michailowitsch Botschwar, studierte an der chemischen Fakultät der Moskauer Technischen Hochschule mit Abschluss 1923. 1925 wurde er zum Auslandspraktikum an die Universität Göttingen zu Gustav Tammann geschickt.
Ab 1930 lehrte Botschwar am gerade gegründeten Moskauer Institut für Buntmetalle und Gold, in dem er ab 1931 den von seinem Vater gegründete Lehrstuhl für Metallkunde leitete. In dieser Zeit erschien die erste der fünf Auflagen seines Lehrbuches der Wärmebehandlung der Metalle. Seine Arbeitsschwerpunkte waren die Gießeigenschaften, Kristallisation, Rekristallisation und Warmfestigkeit der Buntmetalle und ihrer Legierunge sowie die Metallkunde des Urans und Plutoniums. 1935 verteidigte er erfolgreich seine Doktor-Dissertation zur Theorie der eutektischen Kristallisation, die er bereits in Göttingen begonnen hatte. 1936 entwickelte er zusammen mit A. G. Spasski eine Druckgussmethode, für deren Einführung in die Luftfahrtindustrie er den Orden des Roten Banners der Arbeit und den Stalinpreis erhielt. Weit bekannt wurde Botschwar durch seine Abschätzung der Temperatur des Beginns der Rekristallisation der Metalle. Er entwickelte eine Theorie der Warmfestigkeit der Legierungen und untersuchte das Verformungsverhalten von Legierungen aus Metallen mit unterschiedlichen Kristallstrukturen bei zyklischen Temperaturwechseln. 1939 wurde er Korrespondierendes Mitglied der Akademie der Wissenschaften der UdSSR (AN-SSSR).
Während des Deutsch-Sowjetischen Krieges verbesserte Botschwar eine Aluminium-Silicium-Legierung (Silumin) mit Zink. Auch lieferte er wichtige Beiträge zur Entwicklung des Panzers T-34.
1945 entdeckte Botschwar die Superplastizität einer Zink-Aluminium-Legierung. 1946 wurde ihm im Moskauer Institut für Metallurgie die Leitung der neuen Abteilung für Metallkunde der Buntmetalle und ihrer Legierungen übertragen, und er wurde Vollmitglied der AN-SSSR. Im gleichen Jahr wurde er in das Sowjetische Atombombenprojekt einbezogen. Er arbeitete zunächst  an der Anlage Nr. 12 zur Produktion des Kernbrennstoffs in Elektrostal mit und ab 1947 in dem Moskauer Forschungsinstitut NII-9. 1948 wurde er in das Kombinat Nr. 817 abgeordnet, wo er die Abteilung und Fabrik W zur Herstellung von Plutonium leitete. Zu den Leitern der Produktion von waffenfähigem Plutonium gehörten neben Botschwar I. I. Tschernjajew, A. N. Wolski, A. S. Saimowski, A. D. Gelman und W. D. Nikolski. Die Plutoniumnitratlösung begann in der Nacht zum 26. Februar 1949 zu fließen.
1953 kehrte Botschwar ins Moskauer NII-9 als Direktor dieses Instituts zurück und leitete dort die Spezialabteilung W für Gewinnung und Untersuchung von Plutonium und Uran. Anfang der 1970er Jahre wurde auf Botschwars Vorschlag das Institut umbenannt in Allunionsforschungsinstitut für anorganische Materialien (WNIINM). Er führte seine metallkundlichen Grundlagenuntersuchungen fort und leitete das Institut bis zu seinem Tode.
Seit 1951 war Botschwar Abgeordneter im Obersten Sowjet der RSFSR. Er war Mitglied der Lenin- und Stalinpreiskomitees.
Botschwar war verheiratet mit Olga Semjonowna geb. Schadajewa und hatte einen Sohn Georgi (* 1936). Nach seinem Tode wurde sein Name dem Namen des  WNIINM hinzugefügt. Ebenso wurde die am WNIINM vorbeiführende Straße nach ihm benannt.

## Ehrungen
- Orden des Roten Banners der Arbeit (1936, 1945, 1952)
- Stalinpreis III. Klasse (1941) für die Entwicklung der Druckgussmethode
- Orden des Roten Sterns (1945)
- Medaille „Für heldenmütige Arbeit im Großen Vaterländischen Krieg 1941–1945“
- Stalinpreis I. Klasse (1949) für die Beteiligung an der ersten sowjetischen Atombombe
- Held der sozialistischen Arbeit (1949, 1954)
- Leninorden (1949, 1953, 1956, 1962, 1975, 1982)
- Stalinpreis (1951, 1953)
- Leninpreis (1961)
- Jubiläumsmedaille „Zum Gedenken an den 100. Geburtstag von Wladimir Iljitsch Lenin“
- Orden der Oktoberrevolution (1971)
- Verdienter Wissenschaftler der RSFSR